# Hilding Färm
Hilding Gunnar Edvin Albert Färm, född 18 januari 1914 i Hovmantorp, död 11 september 1983 i Norrköping, var en socialdemokratisk politiker, chefredaktör och finanslandstingsråd.
Färm var glasbruksarbetare 1927-1940. Han var politiskt aktiv i SSU och fackligt aktiv i Grov- och fabriksarbetareförbundet i Kronobergs län.
Studiesekreterare i SSU-förbundet 1940-43, SSU:s förbundssekreterare 1943-48. Organisationssekreterare socialdemokratiska partistyrelsen 1948-53. Chef för socialdemokratiska riksdagsgruppens kansli 1953-54. Chefredaktör för Östergötlands Folkblad/Folkbladet Östgöten 1954-68. Landstingsråd (kultur-utbildning mm) 1969-76. Finanslandstingsråd 1978-79.
Färm var gift med Elly f Gustavsson, född 1918. De fick barnen Ingemar Färm född 1941, Kerstin Färm född 1945 och Göran Färm född 1949.
Andra uppdrag: 
- Ledamot av 1946 års skolkommission.[2]
- Ledamot av socialdemokratiska partistyrelsen.
- Ordförande i Landstingsförbundets utbildnings- och kulturberedning.
- Ordförande i Östergötlands socialdemokratiska partidistrikt.
- Ordförande i länsskolnämnden i Östergötland.
- Ledamot av stadsfullmäktige, samt skolstyrelsen och drätselkammaren (nuvarande kommunstyrelsen) i Norrköping.
- Ledamot av Statens Kulturråd och Regionmusiken.
- Ledamot av skolöverstyrelsen (SÖ).